# Mehmet Yüksekkaya
Mehmet Yüksekkaya (født 1962) er en tyrkisk/kurdisk forfatter, kursus- og foredragsholder og en aktiv debattør i integrationsdebatten. Han er uddannet cand. scient. pol. fra Københavns Universitet og er bl.a. forfatter til bogen Sydslesvigs danske historie (2002), bidragsyder til antologien Islam i Danmark – Tanker om en tredje vej (2002) og bogen Uskrevne regler på det danske arbejdsmarked (oktober 2007). 
Han har i en årrække fungeret som integrationskonsulent i flere kommuner og i Ministeriet for Flygtninge, Indvandrere og Integration og arbejder i dag som fuldmægtig i Styrelsen for Arbejdsmarked og Rekruttering (STAR) under Beskæftigelsesministeriet.